# Chimenti Camicia
Chimenti Camicia (Florence, 1431 - ?? ) est un architecte de la Renaissance italienne.

## Biographie
Installé à partir de 1464, il partit travailler en 1479 pour le roi Mattias Corvinus de Hongrie, pour lequel il conçut des palais, des fontaines, des jardins, des églises et des fortifications. Il supervisa également la reconstruction du château de Buda.